# آناتولی لوکیانوف
آناتولی لوکیانوف (روسی: Анатолий Иванович Лукьянов؛ ۷ مهٔ ۱۹۳۰ – ۹ ژانویهٔ ۲۰۱۹) سیاست‌مدار اهل اتحاد جماهیر شوروی سوسیالیستی بود.
آناتولی لوکیانوف در ۹ ژانویه ۲۰۱۹، در سن ۸۸ سالگی درگذشت.
وی همچنین برندهٔ جوایزی همچون نشان انقلاب اکتبر و نشان پرچم سرخ کار شده‌است.